# موکرن‌بروکه (متروی برلین)

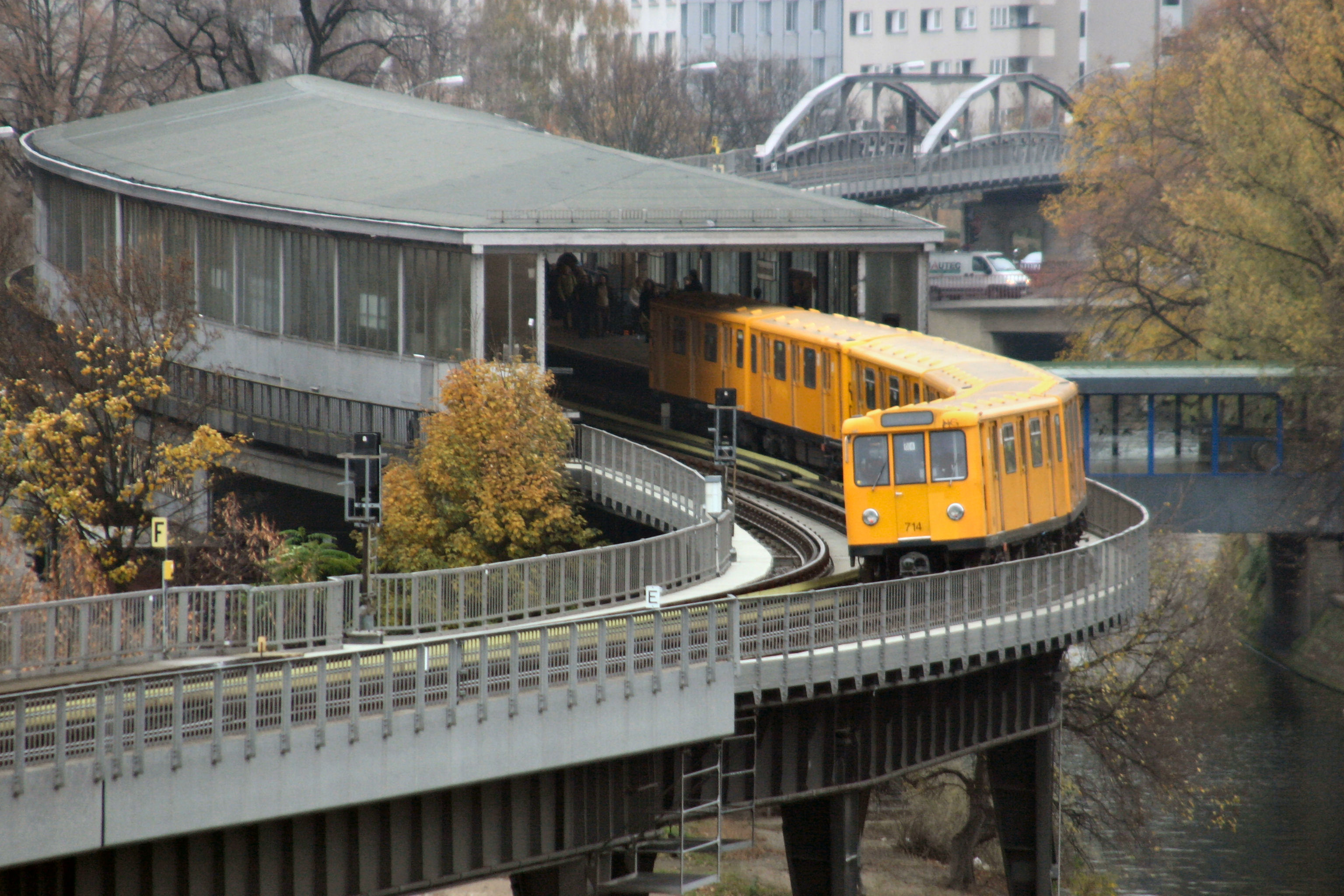
ترن خط او۱ در حال خارج شدن از ایستگاه

موکرن‌بروکه (انگلیسی: Möckernbrücke) نام یک ایستگاه متروی برلین است که در غرب کرویتسبرگ و در نزدیکی پوتسدامر پلاتس است و به خاطر نام پل نزدیک آن چنین نامی گرفته‌است. موکرن‌بروکه در U1 و U7 قرار دارد.